# NGC 6454
NGC 6454 (również PGC 60795) – galaktyka eliptyczna (E), znajdująca się w gwiazdozbiorze Smoka. Odkrył ją Lewis A. Swift 19 kwietnia 1885 roku. Jest to galaktyka z aktywnym jądrem.